# Jean-François Toussaint
Ne doit pas être confondu avec Jean-François Toussaint (général).
Jean-François Toussaint, né le 8 avril 1963 à Dunkerque, est un cardiologue et professeur de physiologie à l’université Paris Cité. Il est également directeur de l’Institut de recherche biomédicale et d'épidémiologie du sport (IRMES).
Il s'est fait connaître du grand public durant la pandémie de Covid-19 en France par des positions médiatiques dans lesquelles il relativise la gravité de la crise et soutient, en s’appuyant sur une interprétation controversée des données de mortalité liées à la Covid-19, que les stratégies de confinement n'ont pas d'efficacité.

## Biographie

### Formation
Jean-François Toussaint fut champion de France de volley-ball avec Asnières en 1984 et membre de l’équipe de France de 1982 à 1984.
Formé au lycée Jean Bart à Dunkerque puis au Lycée Louis-le-Grand, il obtient un diplôme d'études approfondies (DEA) de biologie moléculaire en 1990 dans le laboratoire de Ketty Schwartz, puis un doctorat de sciences en 1995 avec une thèse soutenue à l'université Paris-V ,, portant sur le développement de l’IRM fonctionnelle dans le diagnostic des maladies cardiovasculaires, dont les travaux ont été menés dans le laboratoire du Pr Valentin Fuster au Massachusetts General Hospital de Boston.
Après sa thèse de science, il devient cardiologue et professeur de physiologie à l’université Paris-Descartes, devenue en 2020 université Paris Cité, par fusion avec d'autres entités.

### Parcours
Il a organisé les états généraux de la prévention en 2006 pour le compte du ministère de la Santé, rédigé plusieurs rapports et plan nationaux de prévention dans les domaines sanitaire et sportif (nouvelles stratégies de prévention, PNAPS) et présidé le Groupe Expert « Sport, santé et participation » de la Commission européenne .
Il participe aux travaux de nombreuses commissions de prospective sur la santé en France (Haut Conseil de la santé publique, Institut national de prévention et d'éducation pour la santé, Académie nationale de médecine) au regard des pathologies émergentes et des adaptations à prévoir. Il a été porte-parole de la Fédération française de cardiologie pour l’organisation des états généraux du cœur et a participé au conseil d’orientation du Musée de l'Homme durant toute sa rénovation.
Il est depuis 2017 membre de la commission du Conseil national de la transition écologique sur l’adaptation au changement climatique et du conseil scientifique de l’Agence française pour la biodiversité,. Il est un des éditeurs-réviseurs (review editors) du sixième rapport d'évaluation du groupe d'experts intergouvernemental sur l'évolution du climat (GIEC), paru en 2022.

## Prises de positions polémiques pendant la pandémie de Covid-19
En octobre 2020, il prétend que la létalité de la Covid-19 a fortement baissé par rapport au printemps précédent. Cette affirmation fausse repose sur plusieurs erreurs méthodologiques importantes.
En réponse, plusieurs analyses critiques de ces positions dites « rassuristes » sont publiées dans la presse (Libération,, L'Express), avec notamment un article en ligne intitulé « Toubiana, Mucchielli, Toussaint... Enquête sur les marchands d'espoir du Covid ». Le 29 octobre 2020, le magazine Marianne le classe dans le top 7 des médecins « qui auraient mieux fait de se taire sur le Covid ».
Au cours d'interventions médiatiques sur CNews et Europe 1, Jean-François Toussaint présente des comparaisons controversée de données de mortalité dans différents pays sur l'utilité du confinement et sur l'immunité collective. Jean-François Toussaint est alors pointé du doigt par plusieurs médias pour avoir énoncé de manière répétée des informations erronées en affirmant qu'une étude réalisée par des chercheurs d'Oxford concluait à l'inutilité du confinement,.